# ФК „Сантяго Бернабеу“
ФК Сантяго Бернабеу е вече несъществуващ футболен клуб от град София. През сезон 2021/22 участва в ОФГ София (столица), северна подгрупа.

## История
Клубът е създаден пред 2012 г. от група приятели, чиято цел е да създадат сплотен колектив, който да си помага както на футболния терен, така и извън него.
Името на отбора идва от симпатиите към един от испанските грандове, но още повече към конкретен човек Сантяго Бернабеу Йесте. Отборът в своя първоначален вид се състезава в турнирите под егидата на Българската Асоциация по Мини Футбол в седем поредни години. Тимът започва да привлича спонсори, като първия от тях е Novatel EOOD, който закупува спортна екипировка в няколко последователни години.
С течение на годините отборът става все по-стабилен и по-силен. Ядрото от основни футболисти е запазено и до днес, като не липсват и нови футболисти, които желаят да се присъединят към отбора. През лятото на 2019 г., когато групата от играчи значително се увеличава, се взима решение за преобразуване на футболния клуб.
На 19 aвгуст 2019 г. официално се регистрира сдружение „Футболен клуб Сантяго Бернабеу“ . Целите на отбора са да влезе в челните класации на „А“ окръжна група в гр. София, да създаде Детско Юношеска Школа, както и да развие футбола и футболната култура в рамките на района. Изгражда се ясна стратегия за следващите няколко години, като се въвеждат ясни правила за управление. Общото събрание на клуба е съставено от шест човека, които имат ясно разпределени отговорности.
В отборът се състезават бивши играчи на големи български клубове, включително от ЦСКА София, Монтана, Арда Кърджали и Черноморец Бургас.

## Любопитни факти
През началото на календарната 2022 г. отборът представя популярния футболен инфлуенсър Руслан Драгоманов като техен картотекиран играч. Представянето е излъчено в YouTube видео и събира над 12 400 гледания. То е много нетипично за отбор от "А" окръжна група, но изненадващо събира погледите на много други създатели на футболно съдържание. Инфлуенсърът Руслан Драгоманов играе за отбора до края на сезона.